# Factorio
Factorio is een openwereld computerspel van Wube Software waarin de speler is gecrasht op een op aliens na onbewoonde planeet. Het spel is met behulp van crowdfunding ontwikkeld, en was sinds 2014 als early access beschikbaar. Op 14 augustus 2020, na 8,5 jaar ontwikkeling, werd de versie 1.0 vrijgegeven.

## Doel van het spel
De speler is gestrand op een vreemde planeet genaamd Nauvis. Het doel van de speler is om een raket te maken om deze planeet te verlaten. Om dit doel te bereiken moet de speler de grondstoffen die op de planeet aanwezig zijn, verkrijgen en verwerken. Dit gebeurt in een fabriekssetting waarbij de speler machines bouwt, onderhoudt, verdedigt en technologieën onderzoekt. Het spel kan zowel single- als multiplayer worden gespeeld.

## Spelelementen
De speler begint met het handmatig mijnen en smelten van grondstoffen en het maken van machines als lopende banden, ovens en vervolgens stoomturbines om stroom te genereren. Hierna kan de speler onderzoek doen, om zo meer items, machines en mogelijkheden te ontgrendelen. Automatisering is een belangrijke onderliggende doelstelling: op den duur kan de speler bijvoorbeeld vliegende robots ontgrendelen die alle machines (via een blauwdruk) volledig automatisch kunnen plaatsen en repareren.

### Onderzoek
Er zijn verschillende technologieën die de speler moet onderzoeken om verschillende technologieën vrij te spelen om uiteindelijk een raket te bouwen en het spel uit te spelen. Deze technologieën worden in laboratoria onderzocht met zogenaamde wetenschapspakketten.

#### Basisspel
- Automatisering wetenschapspakket
- Logistiek wetenschapspakket
- Militair wetenschapspakket
- Chemisch wetenschapspakket
- Productie wetenschapspakket
- Utiliteit wetenschapspakket
- Ruimtewetenschapspakket

#### Space Age
- Metallurgisch wetenschapspakket
- Elektromagnetisch wetenschapspakket
- Landbouw wetenschapspakket
- Cryogeen wetenschapspakket
- Promethium wetenschapspakket

### Gevechten
De speler is echter niet alleen op de planeet. Naast het verwerken van materialen moet de speler ook rekening houden met aliens, ook wel "Bijters", "Spuwers" en "Wormen" genoemd. Deze proberen de vervuilende machines kapot te maken en de speler te doden. Deze monsters worden agressiever, sterker en komen vaker voor naarmate de graad van vervuiling hoger wordt. Er zijn vier niveaus van de aliens: klein, middelgroot, groot en gigantisch. De speler kan vuurwapens, automatische geschuttorens, tanks en andere wapens maken om deze monsters te verslaan.
| Afbeelding | Naam               | Info |
| ---------- | ------------------ | --- |
|            | Kleine Bijter      | Zwakste van de bijters, makkelijk te doden met een pistool. - Levenspunten: 15 - Schade: 7 - Aanvalssnelheid: 1,7 /s - Schadetype: Fysiek |
|            | Middelgrote Bijter | Sterker en langzamer dan de kleine bijter. Kan een probleem vormen voor een speler die onvoorbereid is. - Levenspunten: 75 - Schade: 15 - Aanvalssnelheid: 1,7 /s - Schadetype: Fysiek Weerstanden: - Explosies: 0/10% - Fysiek: 4/10%                     |
|            | Grote Bijter       | Erg sterk en gevaarlijk, bijna immuun tegen geschutvuur. Kan door muren heen aanvallen en objecten erachter raken. - Levenspunten: 375 - Schade: 30 - Aanvalssnelheid: 1,7 /s - Schadetype: Fysiek Weerstanden: - Explosies: 0/10% - Fysiek: 8/10%         |
|            | Gigantische Bijter | Heel erg sterk en gevaarlijk, bijna immuun tegen geschutvuur. Kan door muren heen aanvallen en objecten erachter raken. - Levenspunten: 3000 - Schade: 90 - Aanvalssnelheid: 1,2 /s - Schadetype: Fysiek Weerstanden: - Explosies: 12/10% - Fysiek: 12/10% |

### Multiplayer
In de modus voor meerdere spelers (multiplayer) kan via een LAN-netwerk of via internet tegen of samen met één of meerdere spelers worden gespeeld. Factorio ondersteunt zowel toegewijde servers als door spelers gehoste servers. Standaard krijgen spelers op dezelfde server gelijke technologieën toebedeeld, tenzij de server host meerdere teams instelt. De harde limiet voor het maximum aantal spelers op één server is vastgesteld op het theoretische aantal 65.535. Spelers kunnen via multiplayer servers blauwdrukken voor fabrieken en machines delen.

### Modificaties
In Factorio kan de speler het spel aanpassen met zogenaamde mods. Dit zijn door gebruikers gemaakte toevoegingen aan de computercode van het spel. De ontwikkelaars van Factorio moedigen dit aan door middel van een website waar alle mods gehost kunnen worden. Op deze manier kunnen spelers gemakkelijk via het menu mods vinden en installeren. Mods worden geschreven in de relatief simpele programmeertaal Lua.

### Space Age uitbreiding
In de Space Age uitbreiding krijgt de speler na het lanceren van een paar raketten om ruimtewetenschapspakketten te verkrijgen toegang tot vier nieuwe planeten: Fulgora, Gleba, Vulcanus en Aquilo. De speler reist naar en tussen deze planeten door zogenaamde ruimteplatforms. In tegenstelling tot de drie andere planeten wordt Aquilo pas ontgrendelt nadat de andere drie planeten zijn voltooid. Elke planeet heeft zijn eigen specialisatie: Fulgora heeft elektromagnetische technologieën, Gleba agrarische technologieën, Vulcanus metallurgische technologieën en Aquilo specialiseert zich in Cryogene technologieën. Uiteindelijk kan de speler met behulp van al deze technologieën een ruimteplatform ontwerpen waarmee het einde van het zonnestelsel kan worden bereikt; dit is het "einde" van het spel.
Naast de mogelijkheid om naar de ruimte te gaan bevat de Space Age uitbreiding ook verhoogde sporen, waarmee de speler meer mogelijkheden krijgt voor het spoornetwerk. Op de planeet Fulgora zijn deze verhoogde sporen essentieel om grondstoffen over de olieoceaan te vervoeren. 
Ten slotte krijgt de speler in de uitbreiding ook toegang tot kwaliteit. Dit verbeterd de snelheid, gezondheid en/of efficiëntie van machines. Kwaliteit en/of verhoogde sporen kunnen afzonderlijk van Space Age gespeeld worden, zolang de uitbreiding gekocht is.
Nadat het spel in Space Age voltooid is kunnen spelers de kaart van hun wereld en algemene statistieken uploaden in de "Galaxy of fame".

## Ontvangst
Al tijdens de fase van early-access (tussen 2014 en 2020) waren de meeste recensies over Factorio positief. Invloedrijke media als Rock, Paper, Shotgun, EuroGamer en Windows Central schrijven lovend over het spel.
In de zomer van 2017 waren er 1 miljoen exemplaren verkocht. Een jaar later, in de zomer van 2018, stond de teller op 1,5 miljoen. Met kerst 2019 maakte Wube bekend dat de teller inmiddels de 2 miljoen is gepasseerd
Ook bij spelers lijkt het spel in de smaak te vallen. Op het softwareplatform Steam is van de ruim 38.000 reviews 98% positief over het spel. Hiermee is het spel het op een na best gewaardeerde spel op Steam, na Portal 2.

### Factorio 2.0 en Space Age
In februari 2021 werd een grote uitbreiding aangekondigd. De naam van de uitbreiding, Space Age, werd onthuld in augustus 2023. Op 21 oktober 2024 werd de uitbreiding uitgebracht. In de eerste week werden er meer dan vierhonderdduizend exemplaren verkocht.